# Liste des épouses des souverains et prétendants au trône de Bade
Cet article présente l'ensemble des margravines et des grandes-duchesses du pays de Bade.

## Bade uni (1074-1190)
| Portrait | Nom (dates)                     | Époux                                                                              | Titres | Éléments biographiques |
| -------- | ------------------------------- | ---------------------------------------------------------------------------------- | --- | --- |
|          | Judith de Hohenberg (1085-1121) | - Hermann II de Bade                                                               | - Comtesse de Brisgau, margravine de Bade et de Vérone                                                                                    | - Princesse de la Maison de Hohenberg. - Mère d'Hermann III de Bade.                                                        |
|          | Bertha de Lorraine (1116-?)     | - Hermann III de Bade (mariage en 1134)                                            | - Margravine de Bade (1134-?) | - Princesse de la Maison de Lorraine. Fille de Simon Ier de Lorraine et d'Adélaïde de Louvain. - Mère d'Hermann IV de Bade. |
|          | Marie de Bohême (1124-1172)     | - Léopold Ier de Bavière (mariage en 1138) - Hermann III de Bade (mariage en 1142) | - Margravine d'Autriche (1138-1141) - Duchesse de Bavière (1139-1141) - Margravine de Bade (1142-1160) - Margravine de Vérone (1151-1160) | - Princesse přemyslide. Fille de Sobeslav Ier de Bohême et d'Adélaïde de Hongrie. - Mère de Gertrude de Bade.               |
|          | Berthe de Tübingen (?-1169)     | - Hermann IV de Bade (mariage en 1162)                                             | - Margravine de Bade et de Vérone (1162-1169)                                                                                             | - Mère d'Hermann V de Bade et d'Henri Ier de Bade-Hachberg.                                                                 |

## Bade divisé (1190-1771)

### Bade-Bade (1190-1335)
| Portrait | Nom (dates)                             | Époux | Titres | Éléments biographiques |
| -------- | --------------------------------------- | --- | --- | --- |
|          | Ermengarde de Palatinat (1200-1260)     | - Hermann V de Bade (mariage en 1217)                                                                                          | - Margravine de Bade-Bade et de Vérone (1217-1243) | - Princesse welf. Fille d'Henri IV du Palatinat et d'Agnès de Staufen. - Mère d'Hermann VI de Bade-Bade et de Rodolphe Ier de Bade-Bade.                                             |
|          | Gertrude de Babenberg (1226-1299)       | - Vladislav III de Moravie (mariage en 1246) - Hermann VI de Bade-Bade (mariage en 1248) - Roman Danilovitch (mariage en 1252) | - Duchesse titulaire d'Autriche (1246-1299) - Margravine de Moravie (1246-1247) - Margravine de Bade-Bade et de Vérone (1248-1250) - Abbesse du couvent des Clarisses de Seusslitz | - Princesse de la Maison de Babenberg. Fille d'Henri de Babenberg et d'Agnès de Thuringe. - Mère de Frédéric Ier de Bade-Bade.                                                       |
|          | Cunégonde d'Eberstein (1230-1290)       | - Rodolphe Ier de Bade-Bade (mariage en 1257)                                                                                  | - Margravine de Bade-Bade et de Vérone (1267-1288) | - Fille d'Othon d'Eberstein (bg). - Mère d'Hermann VII de Bade-Bade, de Rodolphe II de Bade-Bade, d'Hesso de Bade-Bade et de Rodolphe III de Bade-Bade.                              |
|          | Agnès de Truhendingen (?-1309)          | - Hermann VII de Bade-Bade (mariage en 1278)                                                                                   | - Co-margravine de Bade-Bade et comtesse d'Eberstein (1288-1291) | - Fille de Frédéric de Truhendingen. - Mère de Frédéric II de Bade et de Rodolphe IV de Bade.                                                                                        |
|          | Adélaïde d'Ochsenstein (?-1314)         | - Othon III von Strassberg - Rodolphe II de Bade-Bade (mariage en 1285)                                                        | - Comtesse de Strassberg - Co-margravine de Bade-Bade (1288-1295) | - Mère de Jutta de Strassberg. |
|          | Claire de Klingen (?-1291)              | - Hesso de Bade-Bade | - Co-margravine de Bade-Bade (?-1291) | - Fille de Walter de Klingen. - Mère d'Hermann VIII de Bade-Pforzheim. |
|          | Irmengarde de Wurtemberg (1261/64-1295) | - Hesso de Bade-Bade | - Co-margravine de Bade-Bade (?-1295) | - Princesse de la Maison de Wurtemberg. Fille d'Ulrich Ier de Wurtemberg et d'Agnès de Silésie.                                                                                      |
|          | Adélaïde de Rieneck (?-1299)            | - Hesso de Bade-Bade | - Co-margravine de Bade-Bade (?-1297) | - Fille de Gerhard IV de Rieneck. - Mère de Rodolphe-Hesso de Bade-Bade. |
|          | Jutta de Strassberg (?-1327)            | - Rodolphe III de Bade-Bade (mariage en 1306)                                                                                  | - Co-margravine de Bade-Bade (1306-?) | - Fille d'Othon III von Strassberg et d'Adélaïde d'Ochsenstein. |
|          | Jeanne de Montbéliard (?-1349)          | - Ulrich III de Ferrette (mariage en 1303/09) - Rodolphe-Hesso de Bade-Bade - Guillaume de Katzenelnbogen                      | - Comtesse de Ferrette (1311/16-1324) - Margravine de Bade-Bade (?-1335) - Comtesse de Belfort et d'Héricourt (de plein droit, 1339-1349) - Comtesse de Katzenelnbogen             | - Princesse de la Maison d'Ivrée. Fille de Renaud de Bourgogne et de Guillemette de Neufchâtel. - Mère de Jeanne de Ferrette, de Marguerite de Bade-Bade et d'Adélaïde de Bade-Bade. |

### Bade-Hachberg (1190-1415)
| Nom (dates)                 | Époux                                      | Titres                                                                     | Éléments biographiques                                                                                                 |
| --------------------------- | ------------------------------------------ | -------------------------------------------------------------------------- | --- |
| Agnès d'Urach               | - Henri Ier de Bade-Hachberg               | - Margravine de Bade-Hachberg (?-1231) - Régente de Bade-Hachberg (1231-?) | - Princesse de la Maison d'Urach. Fille d'Egon IV d'Urach et d'Agnès de Zähringen. - Mère d'Henri II de Bade-Hachberg. |
| Anne d'Üsingen-Ketzingen    | - Henri II de Bade-Hachberg                | - Margravine de Bade-Hachberg                                              | - Fille de Rodolphe II d'Üsingen-Ketzingen. - Mère d'Henri III de Bade-Hachberg et de Rodolphe Ier de Bade-Sausenberg. |
| Agnès de Hohenberg (?-1310) | - Henri III de Bade-Hachberg               | - Margravine de Bade-Hachberg (?-1310)                                     | - Princesse de la Maison de Hohenberg. - Mère d'Henri IV de Bade-Hachberg.                                             |
| Anne d'Üsenberg             | - Henri IV de Bade-Hachberg                | - Margravine de Bade-Hachberg                                              | - Mère d'Othon Ier de Bade-Hachberg, de Jean de Bade-Hachberg et d'Hesso de Bade-Hachberg.                             |
| Marguerite de Tübingen      | - Hesso de Bade-Hachberg (mariage en 1381) | - Margravine de Bade-Hachberg                                              | |

### Bade-Sausenberg (1290-1503)
| Portrait | Nom (dates)                            | Époux                                                      | Titres                                                                                 | Éléments biographiques |
| -------- | -------------------------------------- | ---------------------------------------------------------- | -------------------------------------------------------------------------------------- | --- |
|          | Agnès de Rötteln                       | - Rodolphe Ier de Bade-Sausenberg (mariage en 1298/99)     | - Margravine de Bade-Sausenberg (1298/99-?)                                            | - Fille d'Otto de Rötteln. - Mère d'Henri de Bade-Sausenberg, de Rodolphe II de Bade-Sausenberg et d'Othon Ier de Bade-Sausenberg.     |
|          | Catherine de Thierstein (?-1385)       | - Rodolphe II de Bade-Sausenberg                           | - Margravine de Bade-Sausenberg (?-1352)                                               | - Fille d'Ulrich de Thierstein. - Mère de Rodolphe III de Bade-Sausenberg.                                                             |
|          | Adélaïde de Lichtenberg (1353-1386)    | - Rodolphe III de Bade-Sausenberg                          | - Margravine de Bade-Sausenberg (?-1386)                                               | |
|          | Anne de Fribourg (1374-1427)           | - Rodolphe III de Bade-Sausenberg (mariage en 1387)        | - Margravine de Bade-Sausenberg (1387-1427)                                            | - Princesse de la Maison de Fribourg. Fille d'Egon III de Fribourg et de Varenne de Neuchâtel. - Mère de Guillaume de Bade-Sausenberg. |
|          | Élisabeth de Montfort-Bregenz (?-1458) | - Guillaume de Bade-Sausenberg                             | - Margravine de Bade-Sausenberg (?-1436)                                               | - Fille de Guillaume VII de Montfort-Bregenz. - Mère de Rodolphe IV de Hochberg et d'Hugues de Bade-Sausenberg.                        |
|          | Marguerite de Vienne                   | - Rodolphe IV de Hochberg (mariage en 1446)                | - Margravine de Bade-Sausenberg (1446-?) - Comtesse de Neuchâtel (1458-?)              | - Princesse de la Maison de Vienne. Fille de Guillaume V de Vienne et d'Alix de Chalon. - Mère de Philippe de Hochberg.                |
|          | Marie de Savoie (1463-1513)            | - Philippe de Hochberg (mariage en 1476) - Jacques d'Assay | - Margravine de Bade-Sausenberg et comtesse de Neuchâtel (1457-1503) - Dame du Plessis | - Princesse de la Maison de Savoie. Fille d'Amédée IX de Savoie et de Yolande de France. - Mère de Jeanne de Hochberg.                 |

### Bade-Eberstein (1291-1353)
| Nom (dates)                      | Époux                                   | Titres                                     | Éléments biographiques                                                |
| -------------------------------- | --------------------------------------- | ------------------------------------------ | --------------------------------------------------------------------- |
| Agnès de Weinsberg (?-1320)      | - Frédéric II de Bade (mariage en 1312) | - Margravine de Bade-Eberstein (1312-1320) | - Fille de Conrad III de Weinsberg (bg). - Mère d'Hermann IX de Bade. |
| Marguerite de Vaihingen (?-1348) | - Frédéric II de Bade                   | - Margravine de Bade-Eberstein (?-1333)    | - Fille de Conrad IV de Vaihingen.                                    |
| Mathilde de Vaihingen (?-1381)   | - Hermann IX de Bade (mariage en 1341)  | - Margravine de Bade-Eberstein (1341-1353) | - Fille de Conrad VI de Vaihingen. - Mère de Frédéric IV de Bade.     |

### Bade-Pforzheim (1291-1361)
| Nom (dates)                       | Époux                                                                             | Titres                                                                      | Éléments biographiques                                                                              |
| --------------------------------- | --------------------------------------------------------------------------------- | --------------------------------------------------------------------------- | --------------------------------------------------------------------------------------------------- |
| Liutgard de Bolanden (?-1324)     | - Rodolphe IV de Bade (mariage en 1318)                                           | - Margravine de Bade-Pforzheim (1318-1324)                                  | - Fille de Philippe V de Bolanden (bg).                                                             |
| Marie d'Oettingen (?-1369)        | - Rodolphe IV de Bade (mariage en 1326)                                           | - Margravine de Bade-Pforzheim (1326-1348)                                  | - Fille de Frédéric Ier d'Oettingen (bg). - Mère de Frédéric III de Bade et de Rodolphe V de Bade.  |
| Adélaïde de Bade-Bade (?-1370/73) | - Rodolphe V de Bade (mariage en 1347) - Walram IV de Tierstein (mariage en 1369) | - Margravine de Bade-Pforzheim (1348-1361) - Comtesse de Tierstein (1369-?) | - Princesse de la Maison de Bade. Fille de Rodolphe-Hesso de Bade-Bade et de Jeanne de Montbéliard. |

### Bade-Bade (1348-1596)
| Portrait | Nom (dates)                           | Époux                                                                                    | Titres                                | Éléments biographiques |
| -------- | ------------------------------------- | ---------------------------------------------------------------------------------------- | ------------------------------------- | --- |
|          | Marguerite de Bade-Bade (?-1367)      | - Frédéric III de Bade (mariage en 1345)                                                 | - Margravine de Bade-Bade (1348-1353) | - Princesse de la maison de Bade. Fille de Rodolphe-Hesso de Bade-Bade et de Jeanne de Montbéliard. - Mère de Rodolphe VI de Bade. |
|          | Mathilde de Sponheim (?-1410)         | - Rodolphe VI de Bade (mariage en 1356)                                                  | - Margravine de Bade-Bade (1356-1372) | - Princesse de la Maison de Sponheim. Fille de Jean III de Sponheim et de Mathilde du Palatinat. - Mère de Bernard Ier de Bade et de Rodolphe VII de Bade.                                                                                |
|          | Marguerite de Hohenberg (?-1419)      | - Bernard Ier de Bade (mariage en 1384)                                                  | - Margravine de Bade-Bade (1384-1393) | - Princesse de la Maison de Hohenberg. Fille de Rodolphe III d'Hohenberg-Hohenberg. |
|          | Anna d'Oettingen (1380-1436)          | - Bernard Ier de Bade (mariage en 1397)                                                  | - Margravine de Bade-Bade (1397-1431) | - Princesse de la Maison d'Oettingen. Fille de Louis XI d'Oettingen (de) et de Béatrice d'Helfenstein (d). - Mère de Jacques Ier de Bade.                                                                                                 |
|          | Catherine de Lorraine (1407-1439)     | - Jacques Ier de Bade (mariage en 1422)                                                  | - Margravine de Bade-Bade (1431-1439) | - Princesse de la Maison de Lorraine. Fille de Charles II de Lorraine et de Marguerite de Wittelsbach. - Mère de Charles Ier de Bade, de Bernard II de Bade, de Jean II de Bade et de Georges Ier de Bade.                                |
|          | Catherine d'Autriche (1420-1493)      | - Charles Ier de Bade (mariage en 1447)                                                  | - Margravine de Bade-Bade (1453-1475) | - Princesse de la Maison de Habsbourg. Fille d'Ernest d'Autriche intérieure et de Cymburge de Mazovie. - Mère de Christophe Ier de Bade et d'Albert de Bade.                                                                              |
|          | Ottilie de Katzenelnbogen (1451-1517) | - Christophe Ier de Bade (mariage en 1468)                                               | - Margravine de Bade-Bade (1475-1515) | - Princesse de la Maison de Katzenelnbogen. Fille de Philippe II de Katzenelnbogen (bg) et d'Ottilie de Nassau-Dillenbourg (en). - Mère de Bernard III de Bade, de Philippe Ier de Bade, d'Ernest de Bade-Durlach et de Béatrice de Bade. |
|          | Françoise de Luxembourg (1520-1566)   | - Bernard III de Bade (mariage en 1535) - Adolphe IV de Nassau-Idstein (mariage en 1543) | - Margravine de Bade-Bade (1535-1536) | - Princesse de la Maison de Luxembourg. Fille de Charles Ier de Luxembourg-Ligny et de Charlotte d'Estouteville. - Mère de Philibert de Bade et de Christophe II de Bade-Bade.                                                            |
|          | Mathilde de Bavière (1532-1565)       | - Philibert de Bade (mariage en 1557)                                                    | - Margravine de Bade-Bade (1557-1565) | - Princesse de la Maison de Wittelsbach. Fille de Guillaume IV de Bavière et de Marie-Jacobée de Bade-Sponheim. - Mère de Philippe II de Bade.                                                                                            |

### Bade-Sponheim (1515-1533)
| Nom (dates)                        | Époux                                                                               | Titres                                                                             | Éléments biographiques |
| ---------------------------------- | ----------------------------------------------------------------------------------- | ---------------------------------------------------------------------------------- | --- |
| Élisabeth de Palatinat (1483-1522) | - Guillaume III de Hesse (mariage en 1498) - Philippe Ier de Bade (mariage en 1503) | - Landgravine de Haute-Hesse (1498-1500) - Margravine de Bade-Sponheim (1515-1522) | - Princesse de la Maison de Wittelsbach. Fille de Philippe Ier du Palatinat et de Marguerite de Bavière. - Mère de Marie-Jacobée de Bade-Sponheim. |

### Bade-Durlach (1515-1771)
| Portrait | Nom (dates)                                             | Époux | Titres                                                                         | Éléments biographiques |
| -------- | ------------------------------------------------------- | --- | ------------------------------------------------------------------------------ | --- |
|          | Élisabeth de Brandebourg-Ansbach-Culmbach (1494-1518)   | - Ernest de Bade-Durlach (mariage en 1510) | - Margravine de Bade-Durlach (1515-1518)                                       | - Princesse de la Maison de Hohenzollern. Fille de Frédéric II de Brandebourg-Ansbach et de Sophie Jagellon. - Mère de Bernard IV de Bade-Durlach. |
|          | Ursule de Rosenfeld (1499-1538)                         | - Ernest de Bade-Durlach (mariage en 1518) | - Margravine de Bade-Durlach (1518-1538)                                       | - Princesse de la Maison de Rosenfeld. Fille de Loup de Rosenfeld et d'Anne Bombast de Hohenheim. - Mère de Charles II de Bade-Durlach. |
|          | Cunégonde de Brandebourg-Culmbach (1523-1558)           | - Charles II de Bade-Durlach (mariage en 1551)                                                                                                   | - Margravine de Bade-Durlach (1553-1558)                                       | - Princesse de la Maison de Hohenzollern. Fille de Casimir de Brandebourg-Culmbach et de Suzanne de Bavière. |
|          | Anne de Palatinat-Veldenz (1540-1586)                   | - Charles II de Bade-Durlach (mariage en 1558)                                                                                                   | - Margravine de Bade-Durlach (1558-1577) - Régente de Bade-Durlach (1577-1584) | - Princesse de la Maison de Wittelsbach. Fille de Robert de Palatinat-Veldenz et d'Ursula de Salm-Kyrbourg. - Mère d'Ernest-Frédéric de Bade-Durlach, de Jacques III de Bade-Hachberg et de Georges-Frédéric de Bade-Durlach.                                                                                   |
|          | Anne de Frise orientale (1562-1621)                     | - Louis VI du Palatinat (mariage en 1583) - Ernest-Frédéric de Bade-Durlach (mariage en 1585) - Jules-Henri de Saxe-Lauenbourg (mariage en 1617) | - Électrice palatine (1583) - Margravine de Bade-Durlach (1585-1604)           | - Fille d'Edzard II de Frise orientale et de Catherine de Suède. |
|          | Julienne-Ursule de Salm-Neufville (1572-1614)           | - Georges-Frédéric de Bade-Durlach (mariage en 1592)                                                                                             | - Margravine de Bade-Durlach (1604-1614)                                       | - Princesse de la Maison de Salm. Fille de Frédéric de Salm-Neufville et de Françoise de Salm-Ardennes. - Mère de Frédéric V de Bade-Durlach et d'Anne-Amélie de Bade-Durlach. |
|          | Agathe d'Erbach (1581-1621)                             | - Georges-Frédéric de Bade-Durlach (mariage en 1614)                                                                                             | - Margravine de Bade-Durlach (1614-1621)                                       | - Fille de Georges III d'Erbach et d'Anne de Solms-Laubach. |
|          | Barbara de Wurtemberg (1593-1627)                       | - Frédéric V de Bade-Durlach (mariage en 1616)                                                                                                   | - Margravine de Bade-Durlach (1622-1627)                                       | - Princesse de la Maison de Wurtemberg. Fille de Frédéric Ier de Wurtemberg et de Sibylle d'Anhalt. - Mère de Frédéric VI de Bade-Durlach et de Charles-Magnus de Bade-Durlach. |
|          | Éléonore de Solms-Laubach (1605-1633)                   | - Frédéric V de Bade-Durlach (mariage en 1627)                                                                                                   | - Margravine de Bade-Durlach (1627-1633)                                       | - Princesse de la Maison de Solms-Laubach. Fille d'Albert de Salms-Laubach et d'Anne de Hesse-Darmstadt. - Mère de Bernard-Gustave de Bade-Durlach. |
|          | Marie-Élisabeth de Waldeck (1608-1643)                  | - Frédéric V de Bade-Durlach (mariage en 1634)                                                                                                   | - Margravine de Bade-Durlach (1634-1643)                                       | - Princesse de la Maison de Waldeck. Fille de Wolrad IV de Waldeck et d'Anne de Bade-Durlach. |
|          | Anne-Marie de Hohen-Geroldseck (1593-1649)              | - Frédéric V de Bade-Durlach (mariage en 1644)                                                                                                   | - Margravine de Bade-Durlach (1644-1649)                                       | - Fille de Jacques de Hohen-Geroldseck. |
|          | Élisabeth-Eusebie de Fürstenberg (?-1676)               | - Frédéric V de Bade-Durlach (mariage en 1650)                                                                                                   | - Margravine de Bade-Durlach (1650-1659)                                       | - Princesse de la Maison de Fürstenberg. Fille de Christophe II de Fürstenberg. |
|          | Christine-Madeleine de Deux-Ponts-Cleebourg (1616-1662) | - Frédéric VI de Bade-Durlach (mariage en 1642)                                                                                                  | - Margravine de Bade-Durlach (1659-1662)                                       | - Princesse de la Maison de Wittelsbach. Fille de Jean-Casimir de Deux-Ponts-Cleebourg et de Catherine de Suède. - Mère de Christine de Bade-Durlach, de Frédéric VII Magnus de Bade-Durlach, de Charles-Gustave de Bade-Durlach et de Jeanne-Élisabeth de Bade-Durlach.                                        |
|          | Augusta-Marie de Holstein-Gottorp (1649-1728)           | - Frédéric VII Magnus de Bade-Durlach (mariage en 1670)                                                                                          | - Margravine de Bade-Durlach (1677-1709)                                       | - Princesse de la Maison de Holstein-Gottorp. Fille de Frédéric III de Holstein-Gottorp et de Marie-Élisabeth de Saxe. - Mère de Catherine de Bade-Durlach, de Charles-Guillaume de Bade-Durlach, de Jeanne-Élisabeth de Bade-Durlach, d'Albertine-Frédérique de Bade-Durlach et de Christophe de Bade-Durlach. |
|          | Madeleine-Wilhelmine de Wurtemberg (1677-1742)          | - Charles-Guillaume de Bade-Durlach (mariage en 1697)                                                                                            | - Margravine de Bade-Durlach (1709-1738) - Régente de Bade-Durlach (1738-1742) | - Princesse de la Maison de Wurtemberg. Fille de Guillaume-Louis de Wurtemberg et de Madeleine-Sibylle de Hesse-Darmstadt. - Mère de Frédéric de Bade-Durlach. |
|          | Caroline-Louise de Hesse-Darmstadt (1723-1783)          | - Charles Ier de Bade (mariage en 1751) | - Margravine de Bade-Durlach (1751-1771) - Margravine de Bade (1771-1783)      | - Princesse de la Maison de Hesse. Fille de Louis VIII de Hesse-Darmstadt et de Charlotte de Hanau-Lichtenberg. - Mère de Charles-Louis de Bade et de Louis Ier de Bade. |

### Bade-Rodemachern (1536-1666)
| Portrait | Nom (dates)                                  | Époux                                               | Titres                                       | Éléments biographiques |
| -------- | -------------------------------------------- | --------------------------------------------------- | -------------------------------------------- | --- |
|          | Cécile de Suède (1540-1627)                  | - Christophe II de Bade-Bade (mariage en 1564)      | - Margravine de Bade-Rodemachern (1564-1575) | - Princesse de la Maison Vasa. Fille de Gustave Ier de Suède et de Marguerite Lejonhufvud. - Mère d'Édouard-Fortunatus de Bade-Bade et de Philippe III de Bade.    |
|          | Maria van Eicken (1571-1636)                 | - Édouard-Fortunatus de Bade-Bade (mariage en 1591) | - Margravine de Bade-Rodemachern (1591-1596) | - Princesse de la famille van Eicken. Fille de Jacques von Eicken et de Barbara de Mol. - Mère de Guillaume Ier de Bade-Bade et d'Hermann-Fortunatus de Bade-Bade. |
|          | Antoinette-Élisabeth de Kriechingen (?-1635) | - Hermann-Fortunatus de Bade-Bade (mariage en 1627) | - Margravine de Bade-Rodemachern (1627-1635) | - Fille de Christophe de Kriechingen et d'Anne Bayer de Boppard. - Mère de Charles-Guillaume de Bade.                                                              |
|          | Marie-Sidonie de Falkenstein (1605-1675)     | - Hermann-Fortunatus de Bade-Bade                   | - Margravine de Bade-Rodemachern (?-1665)    | - Fille de Philippe-François de Falkenstein. |

### Bade-Hachberg (1584-1591)
| Nom (dates)                                 | Époux                                            | Titres                                    | Éléments biographiques |
| ------------------------------------------- | ------------------------------------------------ | ----------------------------------------- | --- |
| Élisabeth de Culemborg-Pallandt (1567-1620) | - Jacques III de Bade-Hachberg (mariage en 1584) | - Margravine de Bade-Hachberg (1584-1590) | - Princesse de la Maison de Culemborg. Fille de Floris Ier de Pallandt-Culemborg. - Mère d'Anne de Bade-Durlach et d'Ernest-Jacques de Bade-Hachberg. |

### Bade-Bade (1622-1771)
| Portrait | Nom (dates)                                            | Époux                                            | Titres                                                                   | Éléments biographiques |
| -------- | ------------------------------------------------------ | ------------------------------------------------ | ------------------------------------------------------------------------ | --- |
|          | Catherine-Ursule de Hohenzollern-Hechingen (1610-1640) | - Guillaume Ier de Bade-Bade (mariage en 1624)   | - Margravine de Bade-Bade (1624-1640)                                    | - Princesse de la Maison de Hohenzollern. Fille de Jean-Georges de Hohenzollern-Hechingen et de Franziska de Salm-Dhaun. - Mère de Ferdinand-Maximilien de Bade-Bade, de Léopold-Guillaume de Bade-Bade, de Guillaume-Christophe de Bade-Bade et d'Herman de Bade-Bade. |
|          | Marie-Madeleine d'Oettingen (1619-1688)                | - Guillaume Ier de Bade-Bade (mariage en 1650)   | - Margravine de Bade-Bade (1650-1677)                                    | - Princesse de la Maison d'Oettingen. Fille d'Ernest d'Oettingen-Wallerstein et de Catherine von Helfenstein (bg). - Mère de Marie-Anne-Wilhelmine de Bade-Bade. |
|          | Françoise-Sibylle de Saxe-Lauenbourg (1675-1733)       | - Louis-Guillaume de Bade-Bade (mariage en 1690) | - Margravine de Bade-Bade (1690-1777) - Régente de Bade-Bade (1707-1727) | - Princesse de la Maison d'Ascanie. Fille de Jules-François de Saxe-Lauenbourg et d'Hedwige de Palatinat-Soulzbach. - Mère de Louis-Georges de Bade-Bade, d'Auguste de Bade-Bade et d'Auguste-Georges de Bade-Bade.                                                     |
|          | Marie-Anne de Schwarzenberg (1706-1755)                | - Louis-Georges de Bade-Bade (mariage en 1721)   | - Margravine de Bade-Bade (1721-1755)                                    | - Princesse de la Maison de Schwarzenberg. Fille d'Adam-François de Schwarzenberg et d'Éléonore-Amélie de Lobkowicz. |
|          | Marie-Anne de Bavière (1734-1776)                      | - Louis-Georges de Bade-Bade (mariage en 1755)   | - Margravine de Bade-Bade (1755-1761)                                    | - Princesse de la Maison de Wittelsbach. Fille de Charles VII du Saint-Empire et de Marie-Amélie d'Autriche. |
|          | Marie-Victoire d'Arenberg (1714-1793)                  | - Auguste-Georges de Bade-Bade (mariage en 1735) | - Margravine de Bade-Bade (1761-1771)                                    | - Princesse de la Maison d'Arenberg. Fille de Léopold-Philippe d'Arenberg et de Maria Francesca Pignatelli. |

## Bade uni (1771-1918)

### Margraviat de Bade (1771-1803)
| Portrait | Nom (dates)                                    | Époux                                   | Titres                                                                    | Eléments biographiques |
| -------- | ---------------------------------------------- | --------------------------------------- | ------------------------------------------------------------------------- | --- |
|          | Caroline-Louise de Hesse-Darmstadt (1723-1783) | - Charles Ier de Bade (mariage en 1751) | - Margravine de Bade-Durlach (1751-1771) - Margravine de Bade (1771-1783) | - Princesse de la Maison de Hesse. Fille de Louis VIII de Hesse-Darmstadt et de Charlotte de Hanau-Lichtenberg. - Mère de Charles-Louis de Bade et de Louis Ier de Bade. |

### Grand-duché de Bade (1806-1918)
| Portrait | Nom (dates)                          | Époux                                    | Titres                                                                                | Eléments biographiques | Armoiries |
| -------- | ------------------------------------ | ---------------------------------------- | ------------------------------------------------------------------------------------- | --- | --------- |
|          | Stéphanie de Beauharnais (1789-1860) | - Charles II de Bade (mariage en 1806)   | - Grande-duchesse de Bade (1811-1818)                                                 | - Princesse de la Maison de Beauharnais. Fille de Claude de Beauharnais et d'Adrienne de Lezay-Marnésia. - Mère de Louise de Bade, de Joséphine de Bade et de Marie-Amélie de Bade.                                                                   |           |
|          | Sophie de Suède (1801-1865)          | - Léopold Ier de Bade (mariage en 1819)  | - Grande-duchesse de Bade (1830-1852)                                                 | - Princesse de la Maison de Holstein-Gottorp. Fille de Gustave IV Adolphe de Suède et de Frédérique de Bade. - Mère d'Alexandrine de Bade, de Louis II de Bade, de Frédéric Ier de Bade, de Guillaume de Bade, de Marie de Bade et de Cécile de Bade. |           |
|          | Louise de Prusse (1838-1923)         | - Frédéric Ier de Bade (mariage en 1856) | - Grande-duchesse de Bade (1858-1907)                                                 | - Princesse de la Maison de Hohenzollern. Fille de Guillaume Ier d'Allemagne et d'Augusta de Saxe-Weimar-Eisenach. - Mère de Frédéric II de Bade, de Victoria de Bade et de Louis de Bade.                                                            |           |
|          | Hilda de Nassau (1864-1952)          | - Frédéric II de Bade (mariage en 1885)  | - Grande-duchesse de Bade (1907-1918) - Grande-duchesse titulaire de Bade (1918-1928) | - Princesse de la Maison de Nassau. Fille d'Adolphe de Luxembourg et d'Adélaïde d'Anhalt-Dessau. |           |

### Grandes-duchesses titulaires de Bade (depuis 1918)
| Portrait | Nom (dates)                         | Époux                                   | Titres                                                                                | Eléments biographiques |
| -------- | ----------------------------------- | --------------------------------------- | ------------------------------------------------------------------------------------- | --- |
|          | Hilda de Nassau (1864-1952)         | - Frédéric II de Bade (mariage en 1885) | - Grande-duchesse de Bade (1907-1918) - Grande-duchesse titulaire de Bade (1918-1928) | - Princesse de la Maison de Nassau. Fille d'Adolphe de Luxembourg et d'Adélaïde d'Anhalt-Dessau.                                                          |
|          | Marie-Louise de Hanovre (1879-1948) | - Max de Bade (mariage en 1900)         | - Grande-duchesse titulaire de Bade (1928-1929)                                       | - Princesse de la Maison de Hanovre. Fille d'Ernest-Auguste de Hanovre et de Thyra de Danemark. - Mère de Marie-Alexandra de Bade et de Berthold de Bade. |
|          | Théodora de Grèce (1906-1969)       | - Berthold de Bade (mariage en 1931)    | - Grande-duchesse titulaire de Bade (1931-1963)                                       | - Princesse de la Maison de Glücksbourg. Fille d'André de Grèce et d'Alice de Battenberg. - Mère de Marguerite de Bade et de Maximilien de Bade.          |
|          | Valérie de Habsbourg-Toscane (1941) | - Maximilien de Bade (mariage en 1966)  | - Grande-duchesse titulaire de Bade (1966-2022)                                       | - Princesse de la Maison de Habsbourg-Toscane. Fille d'Hubert-Salvator de Habsbourg-Toscane et de Rosemary de Salm-Salm. - Mère de Bernard de Bade.       |
|          | Stephanie Kaul (1966)               | - Bernard de Bade (mariage en 2001)     | - Grande-duchesse titulaire de Bade (2022-)                                           | - Mère de Léopold de Bade, Frédéric de Bade et Charles-Guillaume de Bade                                                                                  |